# Marino (Italië)
Marino is een gemeente in de Italiaanse provincie Rome (regio Latium) en telt 37.023 inwoners (31-12-2004). De oppervlakte bedraagt 26,1 km², de bevolkingsdichtheid is 1178 inwoners per km².
De volgende frazioni maken deel uit van de gemeente: Boville, Cava dei Selci, Fontana Sala, Frattocchie, Santa Maria delle Mole.

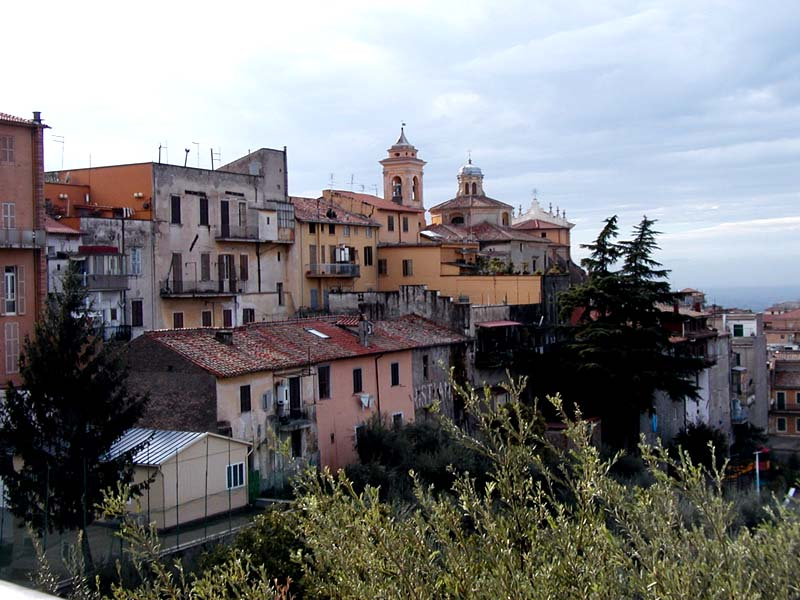
Uitzicht op Marino

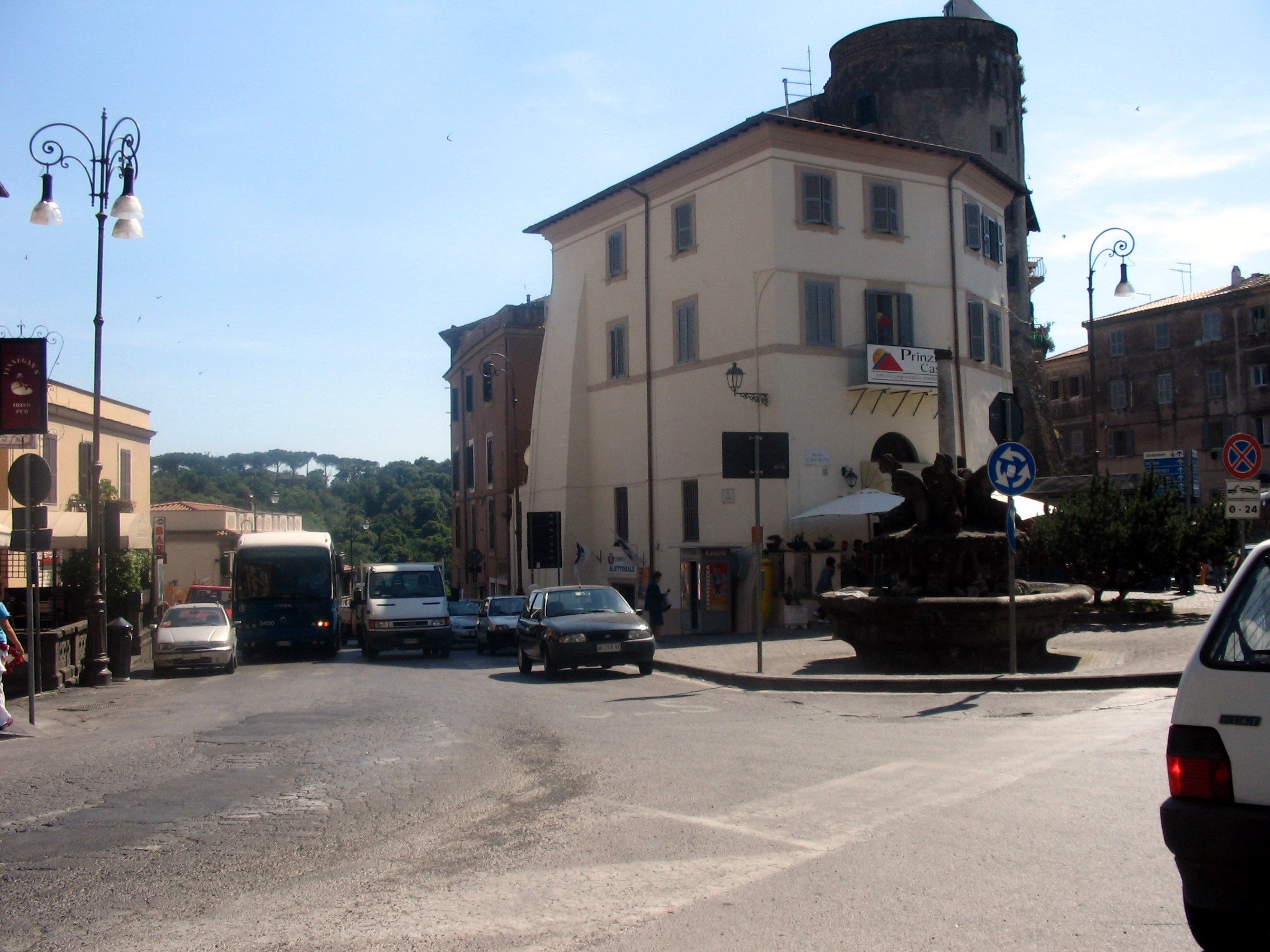
Centrum

## Demografie
Marino telt ongeveer 14754 huishoudens. Het aantal inwoners daalde in de periode 1991-2001 met 0,6% volgens cijfers uit de tienjaarlijkse volkstellingen van ISTAT.
| Jaar | Inwoneraantal |
| ---- | ------------- |
| 1991 | 32.903        |
| 2001 | 32.706        |

## Geografie
De gemeente ligt op ongeveer 360 meter boven zeeniveau. Marino grenst aan de volgende gemeenten: Castel Gandolfo, Ciampino, Grottaferrata, Rocca di Papa, Rome.

## Geboren
- Vittoria Colonna (1492-1547), dichteres
- Massimilliano Martella (1974), wielrenner